# Tarkhan
Tarkhan (également appelé Kafr Ammar ou Kafr Turki) est une des plus importantes nécropoles datant de l'époque de la formation de l'État égyptien (vers 3000 av. J.-C.). Elle comporte plus de deux mille tombes.

## Le cimetière

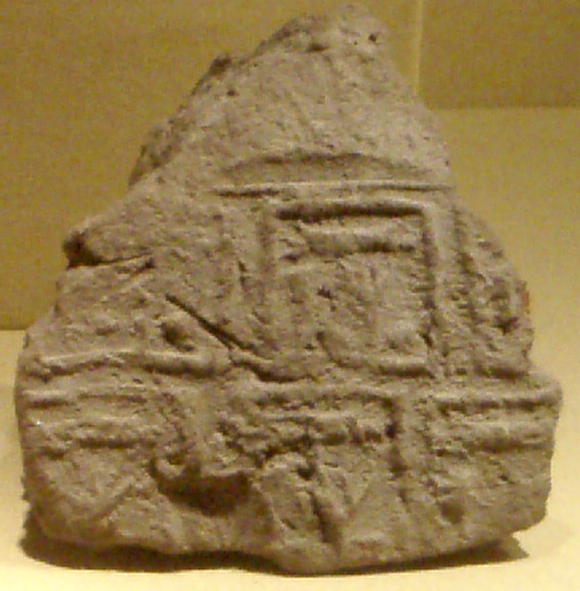
Sceau portant le nom de Narmer trouvé à Tarkhan

Trois grands mastabas avec une façade de palais datant de la Ire dynastie et de nombreuses sépultures assez simples de la période précédente ont été retrouvés à Tarkhan. On peut supposer qu'il y avait autrefois une grande ville dans les environs, qui a prospéré surtout au début de l'histoire égyptienne, mais qui a perdu de son importance au cours de la Ire dynastie.
La plupart des tombes étaient de simples fosses creusées dans le sol. Les biens funéraires étaient des vases, des bijoux pour les femmes, des armes et des outils pour les hommes. Les conditions de conservation des matériaux organiques sont relativement bonnes sur place et de nombreux cercueils en bois ont donc été trouvés, certains assez simples, mais aussi des meubles ou des récipients en bois. Dans l'une des grandes sépultures de mastaba, on a découvert une cachette qui contenait principalement du lin.
Certains mastabas non décorés datent de l'Ancien Empire. À la fin de la période, un temple y a été érigé, mais il n'est pas décoré et ne peut donc être attribué à aucun dieu. De l'époque romaine vient un portrait de momie.

### Tombe 414

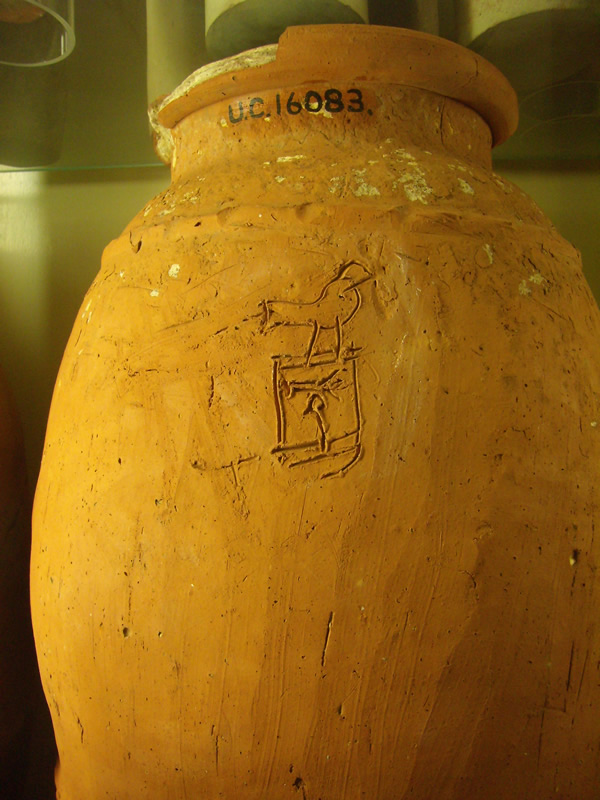
Vase portant le serekh de Narmer, provenant de la tombe 414

La tombe 414 date du début de la Ire dynastie. La chambre funéraire mesure environ 1,67 × 3,55 × 1,8 m de large et était recouverte de briques de boue. C'est donc le plus grand tombeau de Tarkhan du début de la Ire dynastie et il pourrait avoir appartenu à un personnage important. Aucun vestige de superstructure n'a été trouvé. La chambre funéraire avait été violée, mais un grand vaisseau portant une inscription gravée et de nombreuses empreintes de sceaux y ont été retrouvées. Le nom du roi Narmer y figure, de sorte que l'on peut supposer que le propriétaire du tombeau est mort sous ce souverain. Un sceau montre une façade de palais couronnée d'une tête de bétail. À côté de ce bâtiment, des crocodiles sont représentés. Günter Dreyer y a vu le sceau d'un crocodile royal. Cette interprétation n'est pas acceptée par tous les égyptologues et l'on suppose qu'il s'agit du sceau d'un temple de Sobek.

### Tombe 1060
C'est le plus grand et le plus ancien mastaba de Tarkhan, construit peut-être sous le roi Ouadji. La structure mesure 34 × 15,6 m et présente environ dix niches sur les longs côtés, bien que ce nombre soit une estimation car le mastaba n'est pas bien conservé aux extrémités. À l'intérieur, il y a quatorze pièces, qui ont pu abriter des objets funéraires. Au centre se trouve la chambre funéraire souterraine, sur chacun des côtés étroits se trouvent deux chambres latérales qui étaient sans portes mais qui avaient des portes symboliques. Les niches de la façade du palais étaient autrefois peintes en rouge, une seule niche n'était pas peinte, ici on a trouvé un plancher en bois. Une stèle s'y est peut-être trouvée un jour, en tout cas c'était certainement un lieu de culte sacrificiel. Autour du mastaba, il y avait un mur. Le nom du propriétaire initial est inconnu.

## Galerie

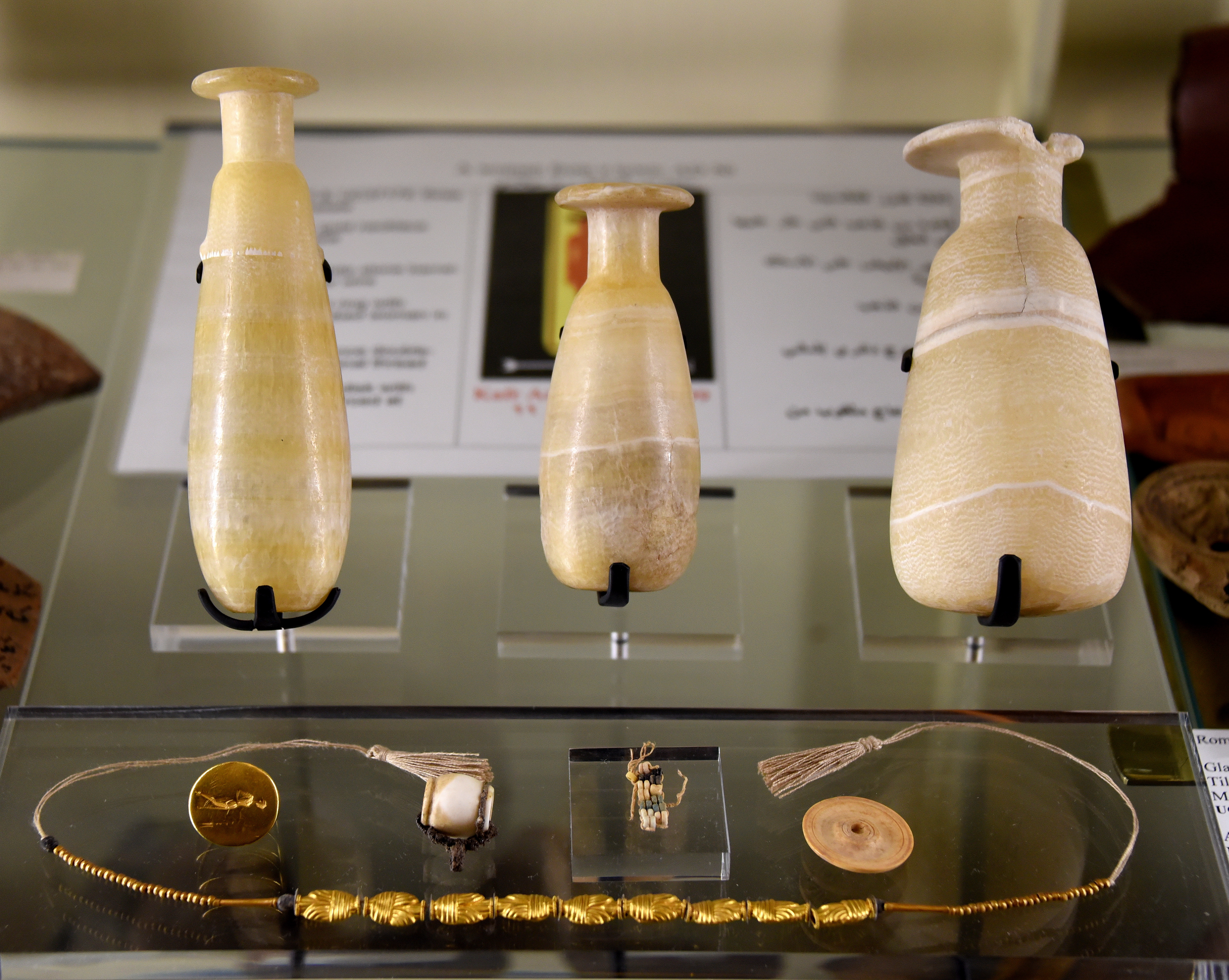
Contenu de la tombe 99 - Ier siècle de notre ère - Musée Petrie d'archéologie égyptienne, Londres
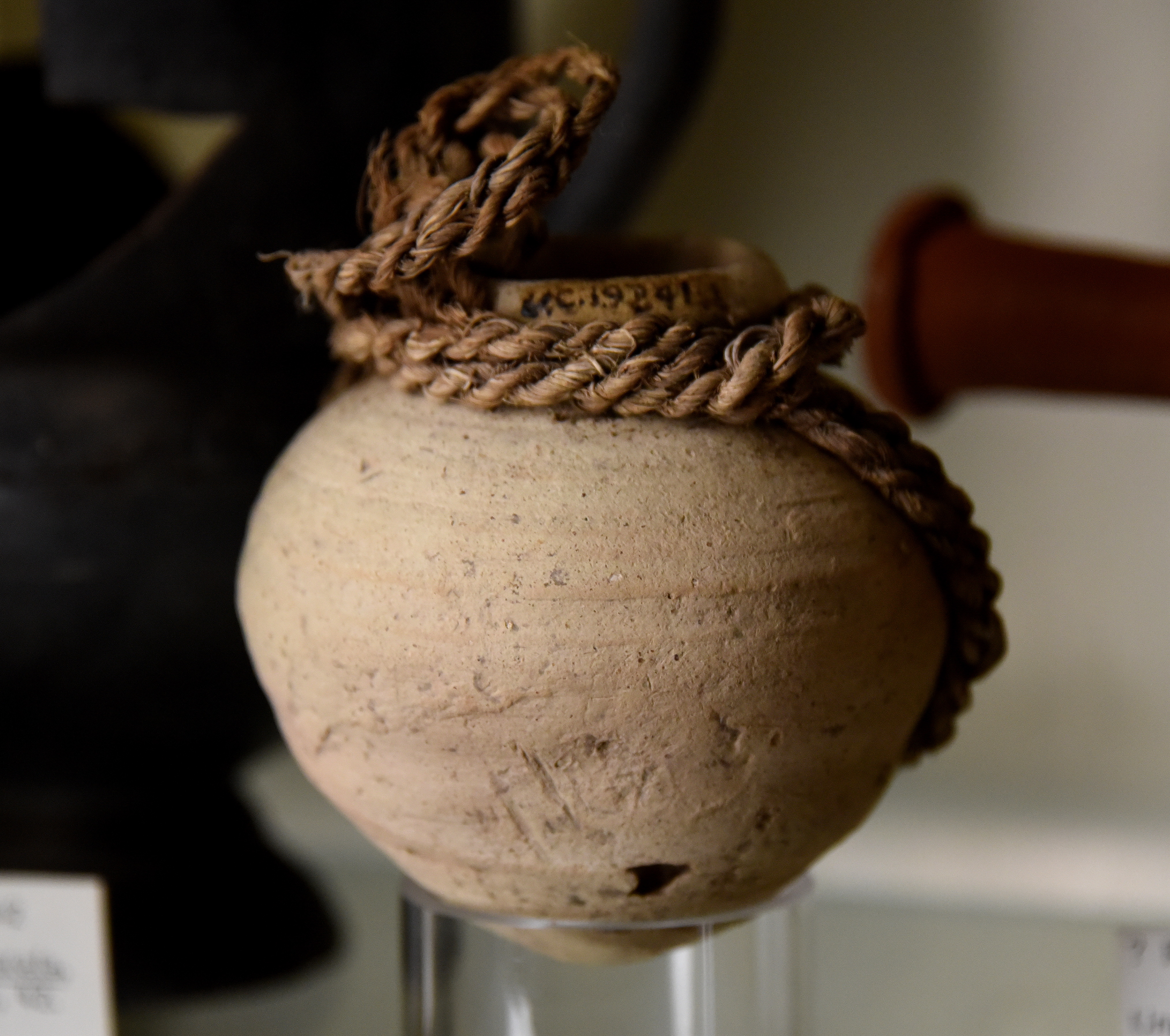
Poterie, la boucle d'origine est toujours présente - Période ptolémaïque - Musée Petrie d'archéologie égyptienne, Londres
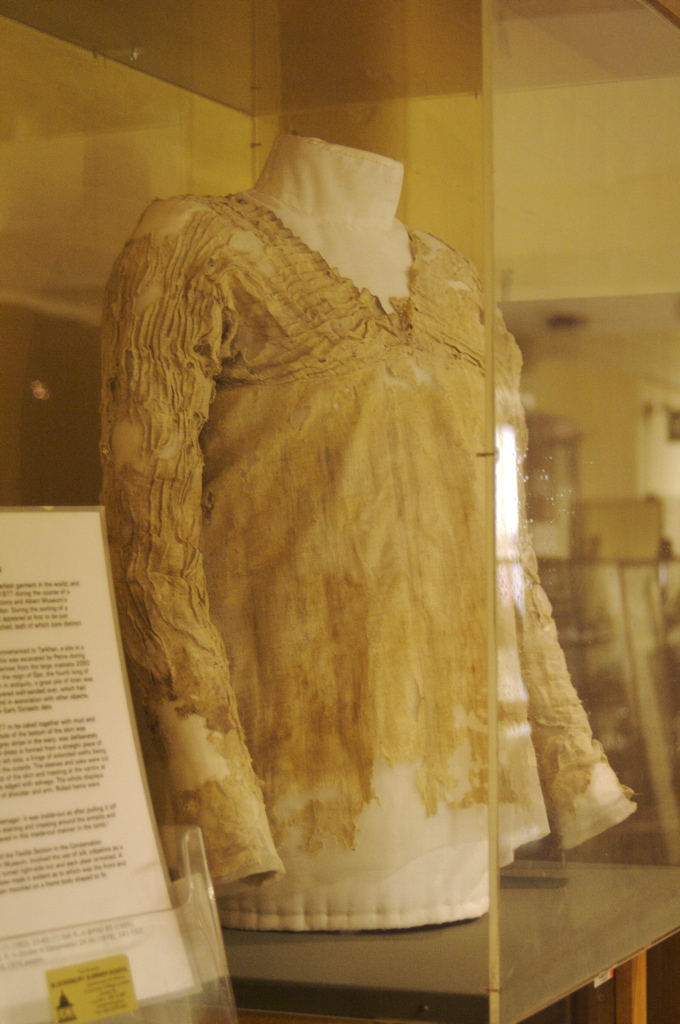
Robe de Tarkhan- Musée Petrie d'archéologie égyptienne, Londres